# Paraleptosphaeroma glynni
Paraleptosphaeroma glynni är en kräftdjursart som beskrevs av Buss och John B. Iverson 1981. Paraleptosphaeroma glynni ingår i släktet Paraleptosphaeroma och familjen klotkräftor. Inga underarter finns listade i Catalogue of Life.